# Andreas Knebel
Andreas Knebel (* 21. Juni 1960 in Sangerhausen) ist ein ehemaliger DDR-Leichtathlet und Olympiamedaillengewinner, der in den 1980er Jahren zu den weltbesten 400-Meter-Läufern gehörte.
Bei den Olympischen Spielen 1980 in Moskau gewann er mit der 4-mal-400-Meter-Staffel die Silbermedaille (3:01,26 min, zusammen mit Klaus Thiele, Frank Schaffer und Volker Beck).
Bei den Halleneuropameisterschaften 1981 wurde er in Grenoble Halleneuropameister über 400 Meter (46,52 s)
Bei den Europameisterschaften 1982 wurde er in Athen Zweiter im 400-Meter-Lauf (45,29 s).
1983 war er bei den Weltmeisterschaften in Helsinki in der 4-mal-100-Meter-Staffel eingesetzt, die auf den vierten Rang kam (38,51 s).
Andreas Knebel startete für den SC Magdeburg und trainierte bei Jürgen Ludewig. In seiner aktiven Zeit war er 1,78 m groß und wog 70 kg. Er studierte Sport und wurde Assistent an der Pädagogischen Hochschule Magdeburg. Nach dem Ende der DDR ist er bei der Krankenkasse AOK Sachsen-Anhalt tätig.
1980 wurde Andreas Knebel mit dem Vaterländischen Verdienstorden in Bronze ausgezeichnet.